# Homoneura hamulifera
Homoneura hamulifera är en tvåvingeart som beskrevs av Mitsuhiro Sasakawa 1991. Homoneura hamulifera ingår i släktet Homoneura och familjen lövflugor. Inga underarter finns listade i Catalogue of Life.